# Pierrot lunaire (livre)
Pour les articles homonymes, voir Pierrot lunaire.
Pierrot lunaire est un recueil de cinquante poèmes publiés en 1884 par le poète belge Albert Giraud, et qui est généralement associé avec le mouvement symboliste. Le protagoniste est Pierrot, le domestique de la Commedia dell'Arte et de la pantomime  des boulevards parisiens.

## Sur d'autres supports
En 1892, Otto Erich Hartleben (en) publie une traduction en allemand de Pierrot lunaire.
La transposition la plus célèbre du Pierrot lunaire est le Pierrot lunaire d'Arnold Schönberg, composition atonale de 1912 sur la traduction d'Otto Erich Hartleben.